# Freies Gymnasium Bern
Das Freie Gymnasium Bern (Freigymer) ist eine vom Kanton Bern subventionierte und anerkannte Privatschule in Bern für rund 350 Schülerinnen und Schüler von der 5. Klasse bis zur Maturität. Die Schule wird vom Verein Freies Gymnasium Bern getragen, sie ist konfessionell und politisch neutral.

## Geschichte

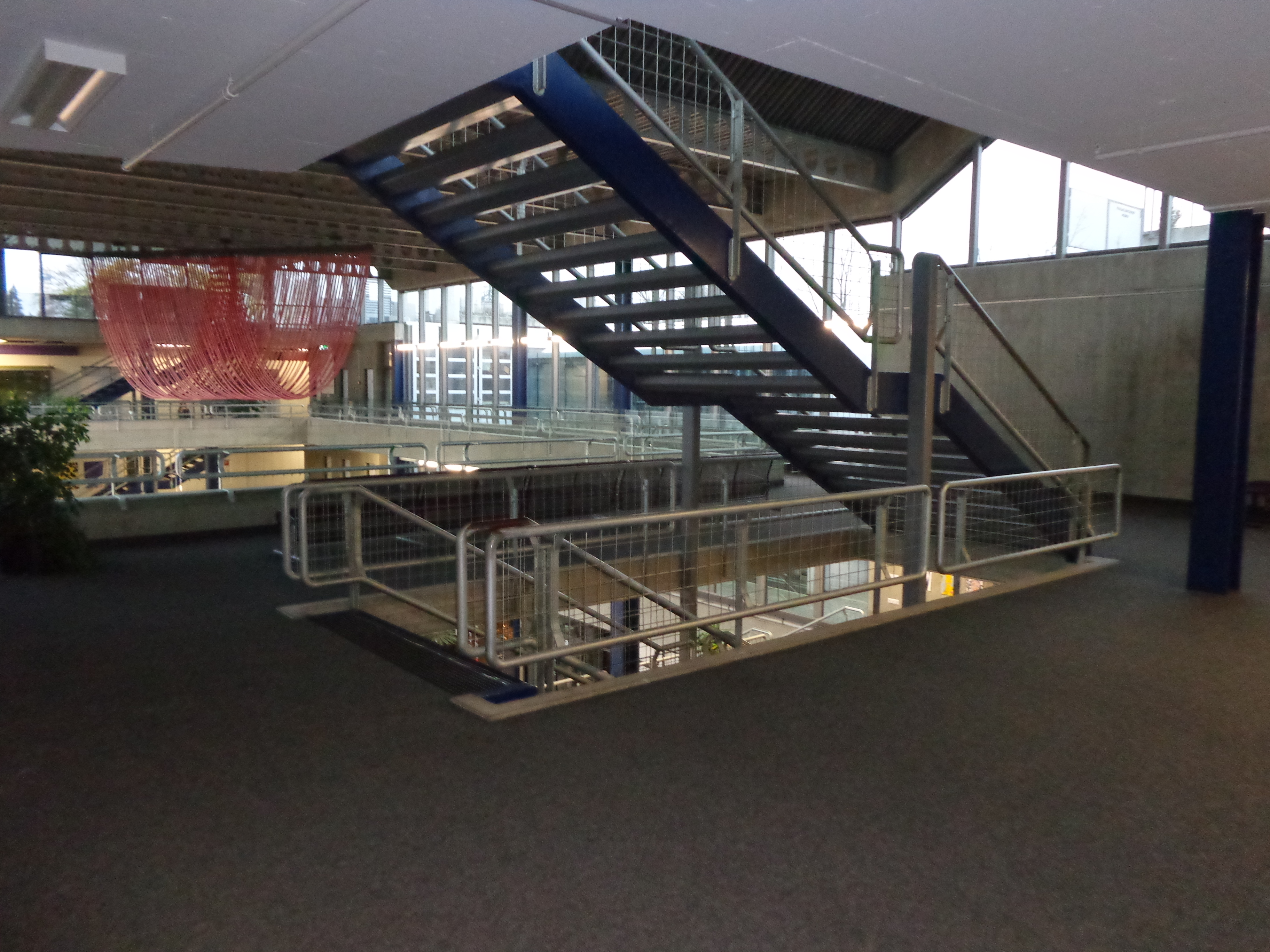
Treppenbereich im Südflügel. Die beiden Treppen führen aufs Dach und in den zweiten Stock.

Das Freie Gymnasium Bern wurde 1859 aus einer Haltung der Opposition heraus als evangelische Schule unter dem Namen Lerberschule gegründet und ist damit das drittälteste Gymnasium im Kanton Bern. Der Gründer, Theodor von Lerber, der gemeinsam mit Friedrich Gerber die Schule Pension der Herren von Lerber und Gerber in Bern betrieb und aus patrizischer Familie stammte, befürchtete den Verlust der humanistischen und religiösen Bildungsinhalte in der Schulpolitik der damaligen radikal-liberalen Regierung. Die Schule wurde 1892 in Freies Gymnasium umbenannt, als von Lerber sich von ihr abwandte und ihr verbot, seinen Namen zu tragen: Er hatte sich vergeblich gegen die Modernisierung seiner Schule gewehrt, die der Mathematik und den Naturwissenschaften mehr Raum gewährte. 1895 wurde die erste Maturität extern abgenommen; seit 1909 ist die Hausmaturität kantonal und eidgenössisch anerkannt. Bereits 1901 traten die ersten Mädchen in die ursprünglich als «Privatknabenschule» (bis heute erhaltene Inschrift an der Fassade Nägeligasse 2) gegründete Institution ein; es dauerte aber bis 1984, bis die erste Frau als Hauptlehrerin gewählt wurde. Seit 1964 erhält das Freie Gymnasium Bern Staatsbeiträge des Kantons Bern, die in Leistungsvereinbarungen geregelt sind. 1972 zog die Schule vom Standort an der Nägeligasse in ihr neues Gebäude am heutigen Standort im Neufeld.
Das Freie Gymnasium Bern versteht sich heute nicht mehr als konfessionelle Schule. Die Werteorientierung bezieht die Institution gemäss ihrer aktuellen Schulkonvention und ihrem Leitbild zwar aus der jüdisch-christlichen Tradition, die Schule lässt aber ausdrücklich andere Quellen individueller Werte zu. Religionskunde ist obligatorisches Schulfach und im Gymnasium promotionswirksam. Die Schülerunion ist Mitglied in der Union der Schülerorganisationen.

## Schulisches Angebot
Das Freie Gymnasium Bern stellt sich als «achtjähriges Langzeitgymnasium» vor: Dem vierjährigen eigentlichen Gymnasium (Schuljahre 9 bis 12) sind das Untergymnasium (Schuljahre 7 und 8) sowie die Vorbereitungsklassen (Schuljahre 5 und 6) vorgelagert. Die Schule besitzt ihren eigenen Lehrplan, der die kantonalen Lehrpläne einhält.

### Volksschule, Vorbereitungsklassen
In der Regel werden je eine 5. und 6. Klasse geführt. Der Besuch ist für jene Schüler gedacht, die bereits früh eine gymnasiale Laufbahn anstreben. Mit dem Schuljahr 22/23 wurde eine bilinguale 6. Klasse lanciert (d/e).

### Untergymnasium
Analog zur Bezeichnung im Gymnasium werden die 7. und 8. Klasse Sexta und Quinta genannt (in der Regel je zwei Parallelklassen). Andere Zweige werden am Freien Gymnasium Bern nicht geführt. Wer die sechste Klasse mit einer Sekundarempfehlung abschliesst, kann ohne Prüfung ins Freie Gymnasium eintreten. Das Zeugnis des ersten Semesters wird als Standort bestimmend und nicht als promovierend gewertet. In der Sexta hat man im Freien Gymnasium je ein halbes Jahr Informatik und Hauswirtschaft. Den Klassen ist es während der Mittagspause untersagt die Schule zu verlassen.

### Fokusklasse
Die Fokusklasse ist ein Brückenangebot. In diesem 9. Schuljahr erhalten die Lernenden Zeit, sich gezielt auf das Gymnasium oder auf andere weiterführende Angebote vorzubereiten (Berufsbildung, FMS, Berufsmaturität) und die obligatorische Volksschulzeit abzuschliessen.

### Gymnasium
Das Gymnasium beginnt im Kanton Bern mit dem 9. Schuljahr (Quarta) und endet mit dem 12. Schuljahr (Prima). Im Gegensatz zu den anderen Gymnasien treten im Freien Gymnasium Bern fast alle Schüler in die Quarta und nicht erst in die Tertia ein (je drei Parallelklassen). So kann das Freie Gymnasium Bern einen vierjährigen Lehrgang (auch im Schwerpunktfach) führen. Die Hausmaturität ist seit 1909 kantonal und eidgenössisch anerkannt. 

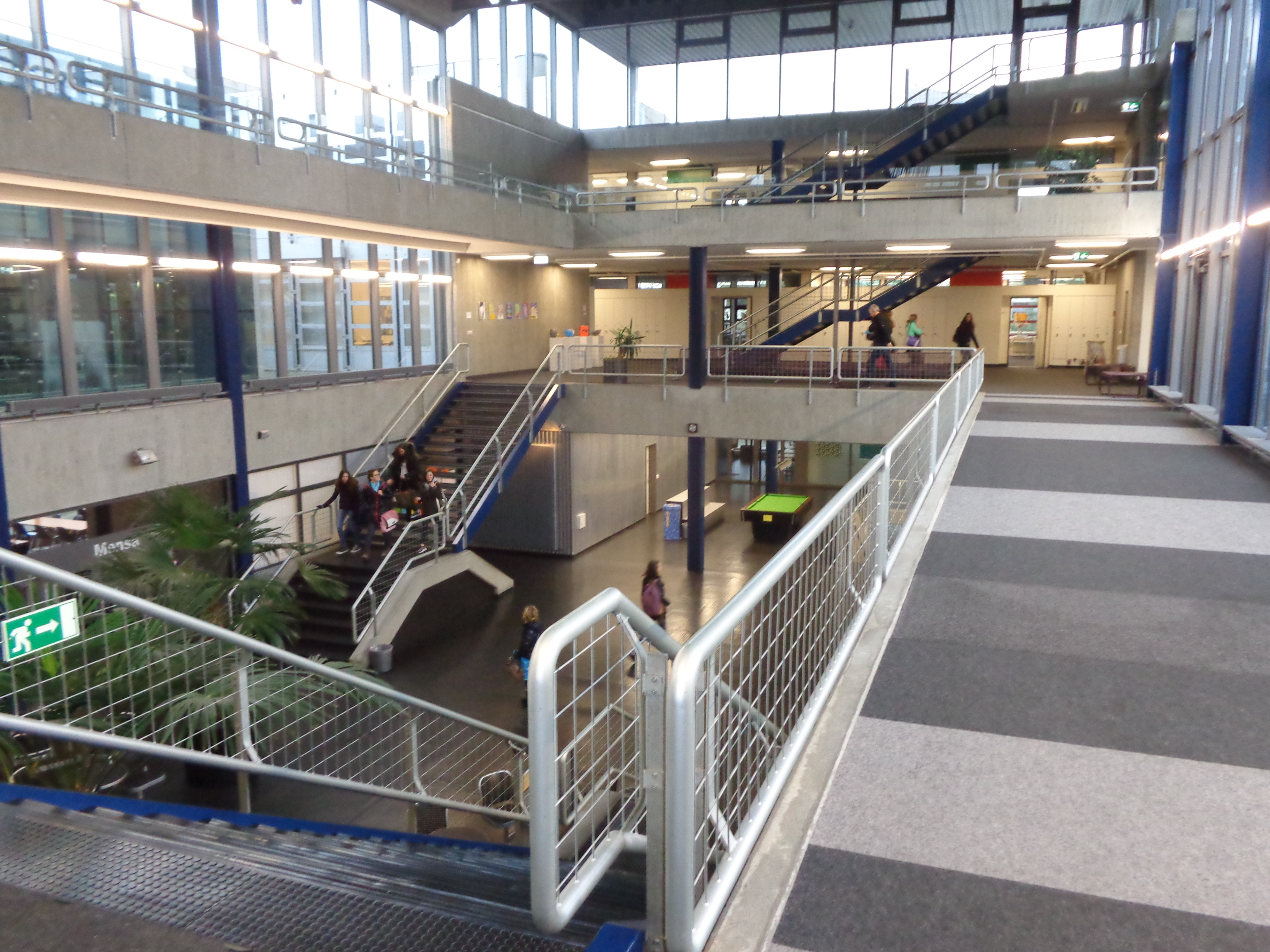
Blick vom Naturwissenschaftstrakt in die Halle, den Hauptversammlungsplatz der Schülerschaft.

#### Grundlagenfächer
Die zehn Grundlagenfächer müssen von allen Schülern besucht werden. Sie sind die Basis für eine umfassende Allgemeinbildung und erlauben den Eintritt in jede Studienrichtung an der Hochschule. Am Freien Gymnasium Bern werden folgende Grundlagenfächer geführt und erscheinen im Maturitätszeugnis:
Deutsch Erstsprache (mit Maturprüfung), Französisch Zweitsprache (mit Maturprüfung), Englisch Drittsprache (Maturprüfung entweder in Englisch oder im Ergänzungsfach), Mathematik (mit Maturprüfung), Biologie, Chemie, Physik, Geografie, Geschichte, Musik oder Bildnerisches Gestalten (in der Quarta beide Fächer)

Weitere Promotionsfächer: Sport, Religion, Einführung in Wirtschaft (Tertia), Optionsfach (Tertia und Sekunda)

#### Schwerpunktfächer ab Quarta
Ein Schwerpunktfach muss gemäss eidgenössischer Regelung gewählt und mit einer Maturitätsprüfung abgeschlossen werden:

Physik/Anwendungen der Mathematik (einzige Berner Privatschule), Biologie/Chemie, Wirtschaft/Recht, Pädagogik/Psychologie/Philosophie, Spanisch.

Latein wird zusätzlich angeboten mit der Möglichkeit des eidgenössischen Maturitätsabschlusses Latinum Helveticum.

#### Ergänzungsfächer ab Sekunda
Ein Ergänzungsfach muss gemäss eidgenössischer Regelung gewählt werden. Entweder wird dieses Fach oder Englisch mit der Maturitätsprüfung abgeschlossen:

Geografie, Geschichte, Philosophie, Informatik, Sport

#### Besondere Unterrichtsgefässe

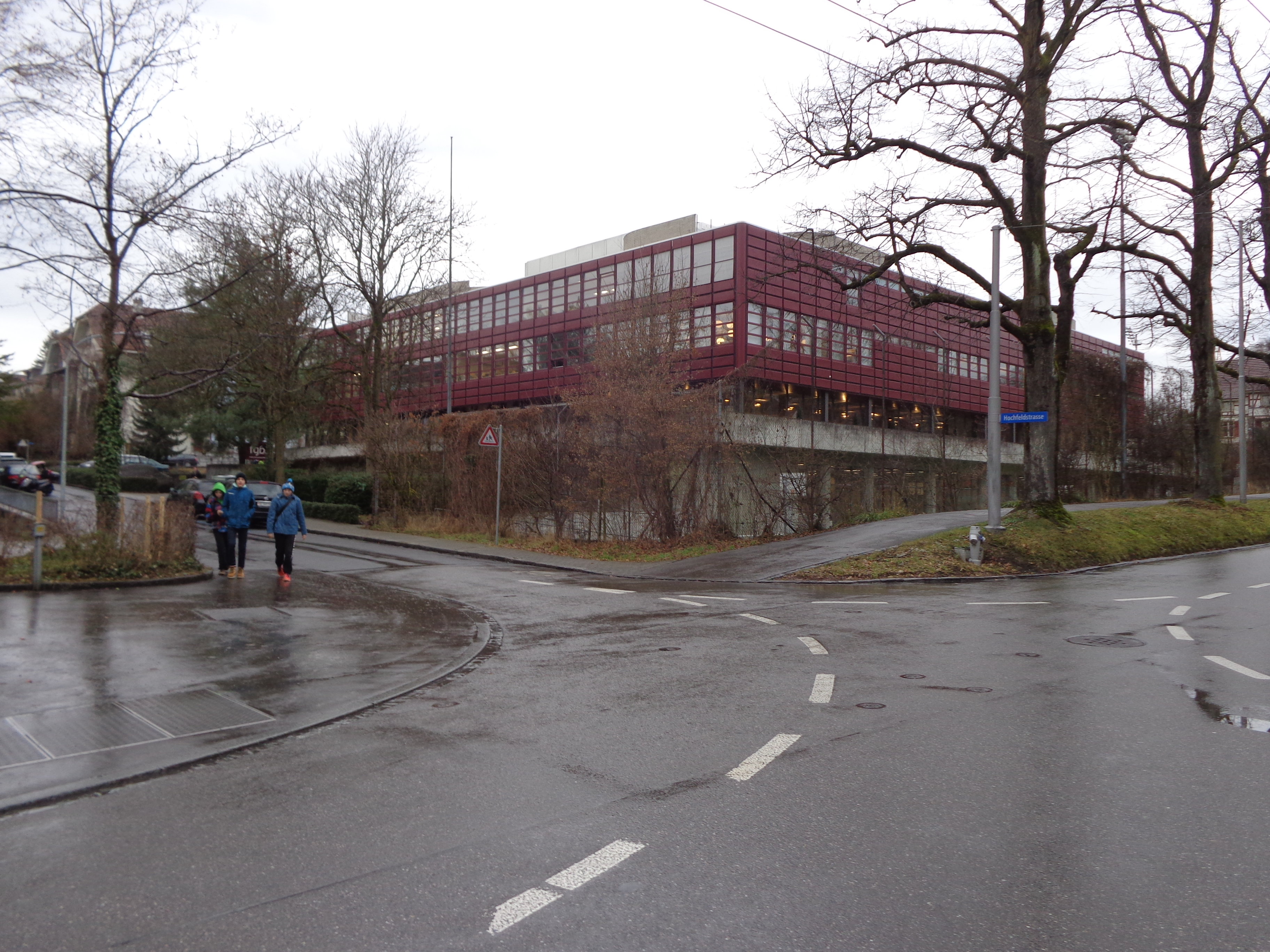
Südansicht des Gebäudes

Der Unterricht ist mehrheitlich lehrergestützt. Daneben sorgen alternative Lern- und Arbeitsformen in geeigneten Situationen für die Entwicklung der Verantwortung für das eigene Lernen: Projekt-, Landschul, und Studienwochen, Landdienst, Selbstlernsemester Englisch und Französisch, Blockunterricht, Exkursionen, Naturschutztage, stufenübergreifende Thementage, Pullout-Angebote für begabte oder unterforderte Schüler, Theater- und Chorprojekte sowie  Fakultativkurse.

#### Zweisprachige Maturität
Seit dem Schuljahr 2014/2015 bietet das Freie Gymnasium Bern die bilinguale Maturität an. Das Besondere gegenüber den anderen Berner Gymnasien ist, dass der zweisprachige Unterricht bereits im 2. Semester der Quarta eingeführt wird. Dieses Angebot besteht im Freien Gymnasium nur auf Englisch und zwar in den folgenden Fächern:
| - Mathematik (Quarta bis Prima) - Geografie (Tertia bis Prima) - Ergänzungsfach Religion und Philosophie (Sekunda und Prima) |

#### Partnerschaft
Seit 1988 besteht eine kulturelle Partnerschaft zwischen dem Freien Gymnasium und der Wilhelm-Löhe-Schule aus Nürnberg (D); die Theatergruppen beider Schulen kommen regelmässig für eine Aufführung nach Bern bzw. Franken. Am 12. Oktober 2015 unterzeichneten die damaligen Leiter des Freien Gymnasiums Bern, David Lingg, und der Wilhelm Löhe-Schule, Michael Schopp einen Kooperationsvertrag, der die Zusammenarbeit beider Schulen intensivieren soll. Über die langjährige Theater-Partnerschaft hinaus soll nun themenorientierte Kooperation im naturwissenschaftlich-technischen Bereich, Schüler- und Lehreraustausch sowie gemeinsame Informationsarbeit ins Auge gefasst werden.

## Alumni
Ein Verein der Ehemaligen des Freien Gymnasiums Bern versteht sich als Austausch- und Kontaktforum der Absolventen des Freien Gymnasiums Bern. Er trägt zum ideellen und finanziellen Gedeihen der Schule bei und unterstützt jährlich Maturreisen, Schulkonzerte, die Schulschrift „Weg und Ziel“, Berufsinformationstag, Infrastrukturprojekte und leistet kleinere soziale Beiträge.

## Bekannte ehemalige Schüler
| - Robert von Diessbach (1858–1917), Jurist, Heimatforscher und Tierschützer - Eduard Fischer (1861–1939), Botaniker - Wolfgang Friedrich von Mülinen (1863–1917), Historiker - Otto von Greyerz (1863–1940), Historiker und Schriftsteller - Rudolf von Tavel (1866–1934), Schriftsteller - Fritz de Quervain (1868–1940), Chirurg - Paul Gruner (1869–1957), Physiker - Hans Schenkel (1869–1926), Physiker, Hochschullehrer und Politiker - Eduard Blocher (1870–1942), evangelischer Geistlicher und Sprachwissenschaftler - August Plüss (1871–1910), Archivar und Historiker - Walter Joss (1875–1915), Architekt und Hochschullehrer - Hermann Schüpbach (1877–1949), Politiker - Alfred de Quervain (1879–1927), Geophysiker - Gottfried Bohnenblust (1883–1960), Hochschullehrer, Germanist, Literaturhistoriker, Komponist und Schriftsteller - Alfred Schmid (1884–1946), Arzt - Emanuel Stickelberger (1884–1962), Schriftsteller - Karl Barth (1886–1968), Theologe - Rudolf von Sinner (1890–1960), Architekt - Markus Feldmann (1897–1958), Bundesrat - Jean Rudolf von Salis (1901–1996), Historiker, Schriftsteller und Publizist - Alfred Ernst (1904–1973), Korpskommandant - Peter Dürrenmatt (1904–1989), Historiker und Politiker | - Alfred Ellenberger, Musiker - Georges Thormann (1912–2000), Architekt, Frontist und Burgerratspräsident - Viktor Kleinert (1913–1990), Unternehmer - Kurt von Fischer (1913–2003), Musikwissenschaftler - Bernhard König (1914–2011), Arzt - Ricco (1915–1972), Maler - Rudolf Bohren (1920–2010), evangelischer Theologe und Professor für Praktische Theologie in Heidelberg - Ruth Bietenhard-Lehmann (1920–2015), Lehrerin, Journalistin, Autorin und Übersetzerin - Friedrich Dürrenmatt (1921–1990), Schriftsteller - Kurt Marti (1921–2017), evangelischer Theologe und Schriftsteller - Charles von Graffenried (1925–2012), Verleger, Bankier - Hermann von Fischer (1926–2015), Architekt und Kunsthistoriker - Jean Ziegler (* 1934), Politiker - Hans Christoph von Tavel, Kunsthistoriker - Hermann Hofer (* 1938), Romanist und Schriftsteller - Herbert Distel (* 1942), Künstler - Thomas Koerfer (* 1944), Filmemacher - Christian Henking (* 1961), Komponist und Chorleiter - Reto Caffi (* 1971), Filmemacher - Christoph Siegrist (* 1972), Meteorologe - Ariane von Graffenried (* 1978), Autorin, Word-Performerin, Kuratorin, Theaterwissenschaftlerin |  |